# إريك خوسيه
إريك خوسيه (بالإسبانية: Erick Elias)‏ هو ممثل مكسيكي، ولد في 23 يونيو 1980 في غوادالاخارا في المكسيك.

## وصلات خارجية
- إريك خوسيه على موقع IMDb (الإنجليزية)
- إريك خوسيه على موقع قاعدة بيانات الفيلم (الإنجليزية)